# ورزشگاه تویوتا (ژاپن)
ورزشگاه تویوتا یک ورزشگاه سقف جمع شونده با ظرفیت ۴۵۰۰۰ صندلی در تویوتا، استان آیچی، ژاپن است.

## تاریخچه
این ورزشگاه در سال ۲۰۰۱ ساخته شد و اغلب به عنوان خانه باشگاه ناگویا گرامپوس استفاده می‌شود. ورزشگاه مخصوص فوتبال است که به مسابقات هاله فوتبالی معتبری می‌دهد. با این حال، موقعیت آن در خارج از شهر ناگویا، آن را برای تحکیم پایگاه هواداران باشگاه در زادگاهش غیرعملی می‌کند.
این ورزشگاه همچنین توسط تویوتا وربلیتز، یک تیم اتحادیه راگبی در لیگ یک راگبی ژاپن استفاده می‌شود.
سقف آن از این جهت که بسیار شبیه آکوردئون تا می‌شود منحصر به فرد است. با این حال، سقف از سال ۲۰۱۵ به دلیل هزینه‌های اضافی برای نگهداری هرگز بسته نشده است.
ورزشگاه تویوتا یکی از مکان‌های برگزاری جام باشگاه‌های جهان (جام تویوتا سابق) است. این ورزشگاه همچنین به عنوان یکی از مکان‌های برگزاری جام جهانی راگبی ۲۰۱۹، اولین جام جهانی راگبی که در آسیا برگزار می‌شود، مورد استفاده قرار گرفت. در این رویداد، برای جلوگیری از سردرگمی از ورزشگاه به عنوان "شهر ورزشگاه تویوتا" نام برده می‌شد زیرا نام ورزشگاه نوعی حق نامگذاری توسط شرکت تویوتا موتور است، اگرچه اینطور نیست.

## بازی‌های دوستانه بین‌المللی
| تاریخ          | تیم ۱             | نتیجه     | تیم ۲             | مسابقات                       | تماشاگران |
| -------------- | ----------------- | --------- | ----------------- | ----------------------------- | --------- |
| ۲۴ مه ۲۰۰۵     | امارات متحدهٔ عربی | ۰–۰       | پرو               | جام کیرین ۲۰۰۵                | ۶,۵۳۶     |
| ۲۴ مه ۲۰۰۸     | ژاپن              | ۱–۰       | ساحل عاج          | جام کیرین ۲۰۰۸                | ۴۰,۷۰۱    |
| ۳ مارس ۲۰۱۰    | ژاپن              | ۲–۰       | بحرین             | مقدماتی جام ملت‌های آسیا ۲۰۱۱  | ۳۸,۰۴۲    |
| ۱۹ ژوئن ۲۰۱۱   | ژاپن              | ۲–۰       | کویت              | مقدماتی المپیک تابستانی ۲۰۱۲  | ۱۷,۸۷۳    |
| ۲۹ فوریه ۲۰۱۲  | ژاپن              | ۰–۱       | ازبکستان          | مقدماتی جام جهانی فوتبال ۲۰۱۴ | ۵۲,۷۲۰    |
| ۳۰ مه ۲۰۱۳     | ژاپن              | ۰–۲       | بلغارستان         | جام کیرین ۲۰۱۳                | ۴۱,۳۵۳    |
| ۱۴ نوامبر ۲۰۱۵ | ژاپن              | ۶–۰       | هندوراس           | جام کیرین ۲۰۱۴                | ۴۲,۱۲۶    |
| ۳ ژوئن ۲۰۱۶    | بوسنی و هرزگوین   | ۲(۴)–۲(۳) | دانمارک           | جام کیرین ۲۰۱۶                | ۴,۵۰۰     |
| ۳ ژوئن ۲۰۱۶    | ژاپن              | ۷–۲       | بلغارستان         | جام کیرین ۲۰۱۶                | ۴۱,۹۴۰    |
| ۶ اکتبر ۲۰۱۷   | ژاپن              | ۲–۱       | نیوزیلند          | جام کیرین ۲۰۱۷                | ۳۸,۴۶۱    |
| ۲۰ نوامبر ۲۰۱۸ | ژاپن              | ۴–۰       | قرقیزستان         | جام کیرین ۲۰۱۸                | ۳۸,۳۵۳    |
| ۵ ژوئن ۲۰۱۹    | ژاپن              | ۰–۰       | ترینیداد و توباگو | جام کیرین ۲۰۱۹                | ۳۸,۵۰۷    |

## بازی‌های جام جهانی راگبی ۲۰۱۹
| تاریخ           | زمان (جی‌اس‌تی) | تیم ۱         | نتیجه | تیم ۲   | مرحله    | تماشاگران                    |
| --------------- | ------------- | ------------- | ----- | ------- | -------- | ---------------------------- |
| ۲۳ سپتامبر ۲۰۱۹ | ۱۹:۱۵         | ولز           | ۴۳–۱۴ | گرجستان | گروه د   | ۳۵,۵۴۶                       |
| ۲۸ سپتامبر ۲۰۱۹ | ۱۸:۴۵         | آفریقای جنوبی | ۵۷–۳  | نامیبیا | گروه ج   | ۳۶,۴۴۹                       |
| ۵ اکتبر ۲۰۱۹    | ۱۹:۳۰         | ژاپن          | ۳۸–۱۹ | ساموآ   | گروه الف | ۳۹,۶۹۵                       |
| ۱۲ اکتبر ۲۰۱۹   | ۱۳:۴۵         | نیوزیلند      | ۰–۰   | ایتالیا | گروه ب   | به دلیل طوفان هاگیبیس لغو شد |